# Notoptera
Notoptera bezeichnet je nach Autor entweder die Ordnung der Grillenschaben, die auch als Grylloblattodea bezeichnet wird oder eine Ordnung, welche die Grillenschaben (dann eindeutig als Grylloblattodea bezeichnet) und die Gladiatorschrecken (Mantophasmatodea) zusammenfasst. In diesem Fall werden die beiden sonst als eigenständige Ordnungen angesehenen Gruppen als Schwestergruppen betrachtet und zu Unterordnungen der Notoptera herabgestuft. In dieser Variante wird synonym zu Notoptera auch der auf Wipfler et al. 2019 zurückgehende Name Xenonomia, hier meist als Klade ohne Rang gebraucht. Seine Übersetzung bedeutet in etwa „Fremde Namen“, eine Anspielung darauf, dass die Grillenschaben weder mit den Grillen (Gryllidae) und den Schaben (Blattodea) noch die Gladiatoren (Mantophasmatodea) mit den Fangschrecken (Mantodea) oder den Gespenstschrecken (Phasmatodea), von denen sie ihre Namen ableiten, näher verwandt sind.